# Alhóndiga de Granaditas
A világörökség részét képező Alhóndiga de Granaditas a mexikói Guanajuato város egyik régi épülete, a mexikói függetlenségi háború kezdeti szakaszának fontos helyszíne. Itt vívták a felkelés egyik legelső csatáját, ezáltal az épület az ország egyik nemzeti szimbólumává vált. Ma a Museo Regional de Guanajuato múzeumnak ad otthont.

## Története
Építését 1796-ban (más forrás szerint 1797-ben) Miguel de la Grúa y Branciforte alkirály rendeletére kezdte meg José del Mazo y Avilés építész, 1809. november 7-én készült el. A klasszicista épületet eredetileg magtárnak és gabonapiacnak használták, neve is innen származik: az arab nyelvből a spanyolba került alhóndiga szó jelentése is magtár vagy gabonapiac, a granaditas pedig a grano (gabona) szóból származik, mivel az épületben gabonát raktároztak.
Eredeti szerepét azonban csak néhány hónapig látta el, ugyanis hamarosan kitört a függetlenségi háború, melynek során az épületben rendezkedtek be Juan Antonio de Riaño y Bárcena vezetésével a spanyol király hívei. 1810. szeptember 28-án a felkelők csapatai Miguel Hidalgo y Costilla, Ignacio Allende, Juan Aldama, Mariano Abasolo és José Mariano Jiménez irányításával megostromolták és elfoglalták az épületet. A csata a helyi bányászok bátorságáról maradt emlékezetes, közülük is kiemelkedett El Pípila, azaz José de los Reyes Martínez, akinek sikerült felgyújtania a bejáratot, ezzel nagyban hozzásegítve a felkelőket a győzelemhez.
Amikor 1811-ben a királypártiak elfogták és kivégezték Aldamát, Jiménezt, Hidalgót és Allendét, levágott fejeiket ide hozták és október 14-én elrettentésül kifüggesztették.
1955-ben és 1966-ban José Chávez Morado nagyméretű, történelmi témájú falfestményeket készített az épületben, melyek többek között az 1810-es csatát is ábrázolják. 1958-ban nyílt meg az alhóndigában a Guanajuatói Regionális Múzeum.

## A múzeum
Az épületben 1958 óta működő Guanajuatói Regionális Múzeum (Museo Regional de Guanajuato) az egész ország egyik legjelentősebb, csaknem 10 000 fontos történelmi emléket bemutató múzeuma. De nem csak történelmi, hanem művészeti és néprajzi kiállításokat is tartalmaz, melyek a helyi szokásokat, kézműves termékeket is megismertetik a látogatókkal. Látható emellett még Romualdo García fotóművész gyűjteménye is, valamint egyéb művészek időszakos kiállításai. Ezeken kívül egész Mexikó egyik legnagyobb, a prehispán korból származó pecséteket bemutató gyűjteménye is az alhóndigában kapott helyet. Itt lobog a Függetlenség Lángja (Llama de la Independencia) nevű örökmécses is, melyet havonta gyújtanak meg, valamint különleges alkalomként minden szeptember 28-án, a csata évfordulóján szintén.